# Town Creek, Alabama
Town Creek är en ort i Lawrence County, Alabama, USA.